# Edificio La Torre
Il cosiddetto edificio "la Torre" è uno dei palazzi del complesso di case popolari a Sorgane realizzati tra il 1962 e il 1970 da un team di architetti fiorentini. In particolare questo edificio venne progettato dal gruppo di Leonardo Ricci. Si trova tra via Livenza e via Tagliamento.

## Architettura
Collegato all'edificio la Nave, occupa la particella 406 ed è tra i più interessanti del complesso. Si compone con un volume a sviluppo verticale, o all'altro edificio da una grande piastra con impianto ad "L" ed hanno i fronti allineati sulle vie Livenza e Tagliamento. Tale piastra, su un unico piano fuori terra, è a sua volta caratterizzata dall'alternanza di pieni e vuoti: i primi, occupati da garage e cantine o da attività commerciali, sono caratterizzati nelle zone di testa da un paramento in bozze d'arenaria ad opus reticulatum e nelle rimanenti da muratura in cemento faccia vista, i secondi sono scanditi da piloti, che in questo caso si configurano come pilastri binati o semplici di notevoli dimensioni. Sopra tale piastra sono articolati gli spazi collettivi di distribuzione (in parte lastricati in piastrelle di conglomerato cementizio, in parte in cotto) ai quali si accede dalle scale rettilinee esterne, normali al fronte, e dai vani scale centrale.
Il corpo dell'edificio torre ha pianta quadrata e volumetria compatta e si sviluppa su 9 piani fuori terra; dal corpo scale centrale si accede a quattro appartamenti per piano. I fronti sono caratterizzati dall'alternanza degli aggetti dei balconi (in cemento faccia vista su travi ricalate) che circondano senza soluzione di continuità ciascuno degli appartamenti, e dai risalti cromatici azzurri delle partiture intonacate delle facciate e sono conclusi dal rilevante aggetto del tetto terrazza in cemento. Gli infissi interni sono in legno, quelli esterni in alluminio anodizzato.